# Zaraza
Zaraza è una città del Venezuela situata nello Stato di Guárico e in particolare nel comune di Pedro Zaraza.